# Polittico di Massa Fermana
Il Polittico di Massa Fermana è un dipinto a tempera e oro su tavola (circa 110x190 cm) di Carlo Crivelli, datato 1468 e conservato nella Pinacoteca Civica di Massa Fermana. È firmato "KAROLVS CRIVELLVS VENETVS PINSIT HOC OPVS MCCCCLXVIII". Si tratta della prima opera nota del pittore nelle Marche, importante anche per stabilire la data del suo rientro in Italia.

## Storia
La tradizione locale, ripresa da Amico Ricci (1834), ricorda il polittico commissionato da un conte Azzolini di Fermo, signore anche di Massa. Durante la ricognizione delle opere d'arte voluta dal neonato governo italiano dopo l'Unità, nel 1861, Cavalcaselle e Crowe videro il polittico nella casa parrocchiale. In seguito fu esposto nella residenza municipale e poi nella Galleria nazionale delle Marche a Urbino, dove restò fino alla fine della seconda guerra mondiale, dopodiché tornò nella chiesa dei Santi Lorenzo e Silvestro, fino a quando, nel 2018, fu trasferito presso la Pinacoteca Civica.
Attualmente, l'opera è in restauro fino a data da destinarsi.

## Descrizione e stile

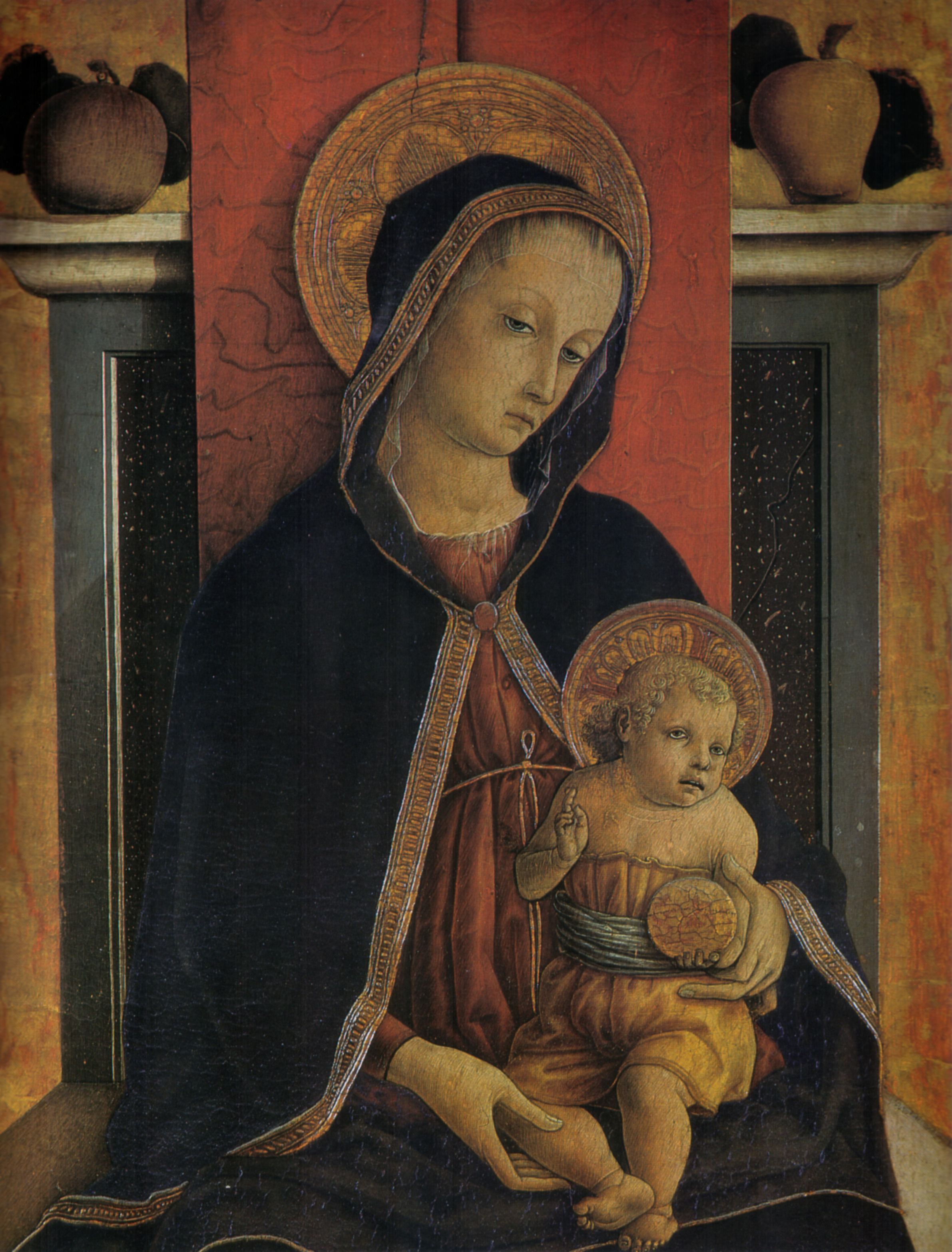
Madonna col Bambino (dettaglio)

Il polittico è composto di cinque pannelli principali con al centro la Madonna col Bambino (105x44 cm) e ai lati i santi Giovanni Battista, Lorenzo, Silvestro e Francesco (105x44 cm ciascuno). Tre sono le cuspidi con l'Annunciata (37x19), la Pietà (51x28) e l'Angelo annunciante (37x19) e quattro gli scomparti della predella, con l'Orazione nell'Orto, la Crocifissione, la Flagellazione e la Resurrezione: curiosamente, la Crocifissione precede nell'ordine la Flagellazione.

### La Madonna
La Madonna è assisa in trono al centro e regge tra le braccia il Bambino che benedice e regge una sfera dorata, simbolo del globo terrestre. Il trono marmoreo poggia su un piedistallo, in cui è incastrata una candeletta spenta, vicina alla firma dell'artista. In alto è ingentilito dal drappo rosso che copre lo schienale e da due grossi grutti poggiati ai lati, una pesca e una mela cotogna, derivanti dalla tradizione squarcionesca e alludenti al Peccato originale. Le aureole, di Maria come dei santi, sono di tipo arcaico, come dischi dorati appuntati dietro la testa e non scorciati, sui quali l'artista applicò decorazioni a rilievo.
La Madonna ricorda gli schemi di Filippo Lippi. Rispetto alle Madonne del periodo padovano o zaratino (Madonna Huldschinsky, Madonna della Passione), la figura della Vergine è qui addolcita da una nuova tenerezza, che si ritroverà poi nelle opere mature dell'artista.

### I santi laterali

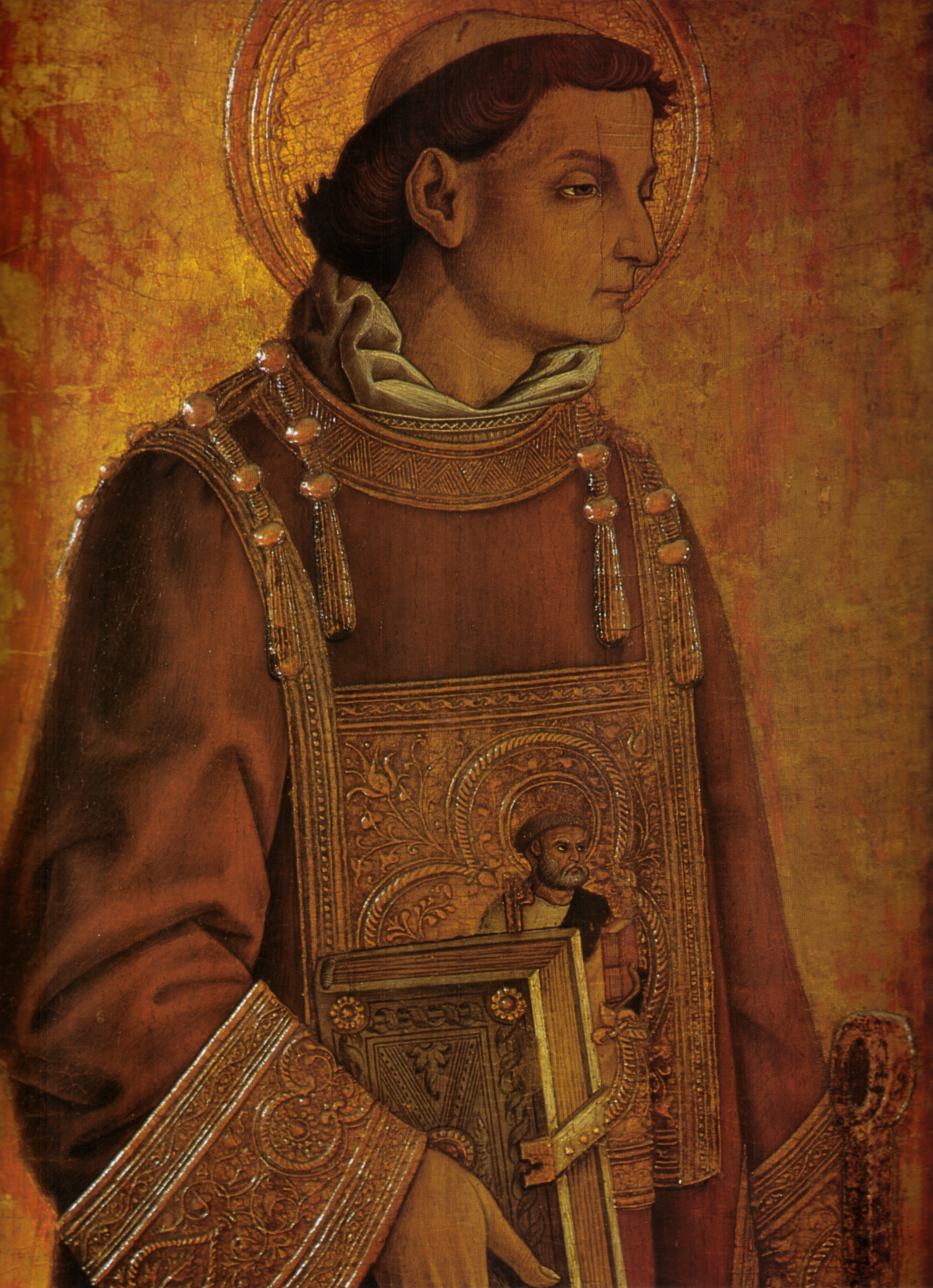
San Lorenzo (dettaglio)

Il gradino inferiore unifica gli scomparti dei santi, ma è differenziato a seconda dell'ambientazione. Giovanni Battista ad esempio è immaginato nel deserto, poggiante su una roccia frastagliata alla Mantegna, che si ritrova anche simmetricamente nel pannello più a destra, di san Francesco che riceve le stimmate, mentre gli altri due santi poggiano su un gradino di marmo screziato.
Variati per posa e atteggiamento, i santi sono riconoscibili da attributi tipici (il cartiglio con l'Ecce Agnus Dei di Giovanni, la graticola di Lorenzo e il crocifisso coi raggi dorati - a rilievo - che toccano le ferite di Francesco), con l'esclusione di Silvestro, che non ha attributi specifici a parte la sontuosa veste papale, ma che è comunque riconoscibile poiché santo titolare, con Lorenzo, della chiesa.
Diversi dalla Madonna per una consistenza più secca e scultorea, i santi mostrano una maggiore persistenza dei modi padovani.

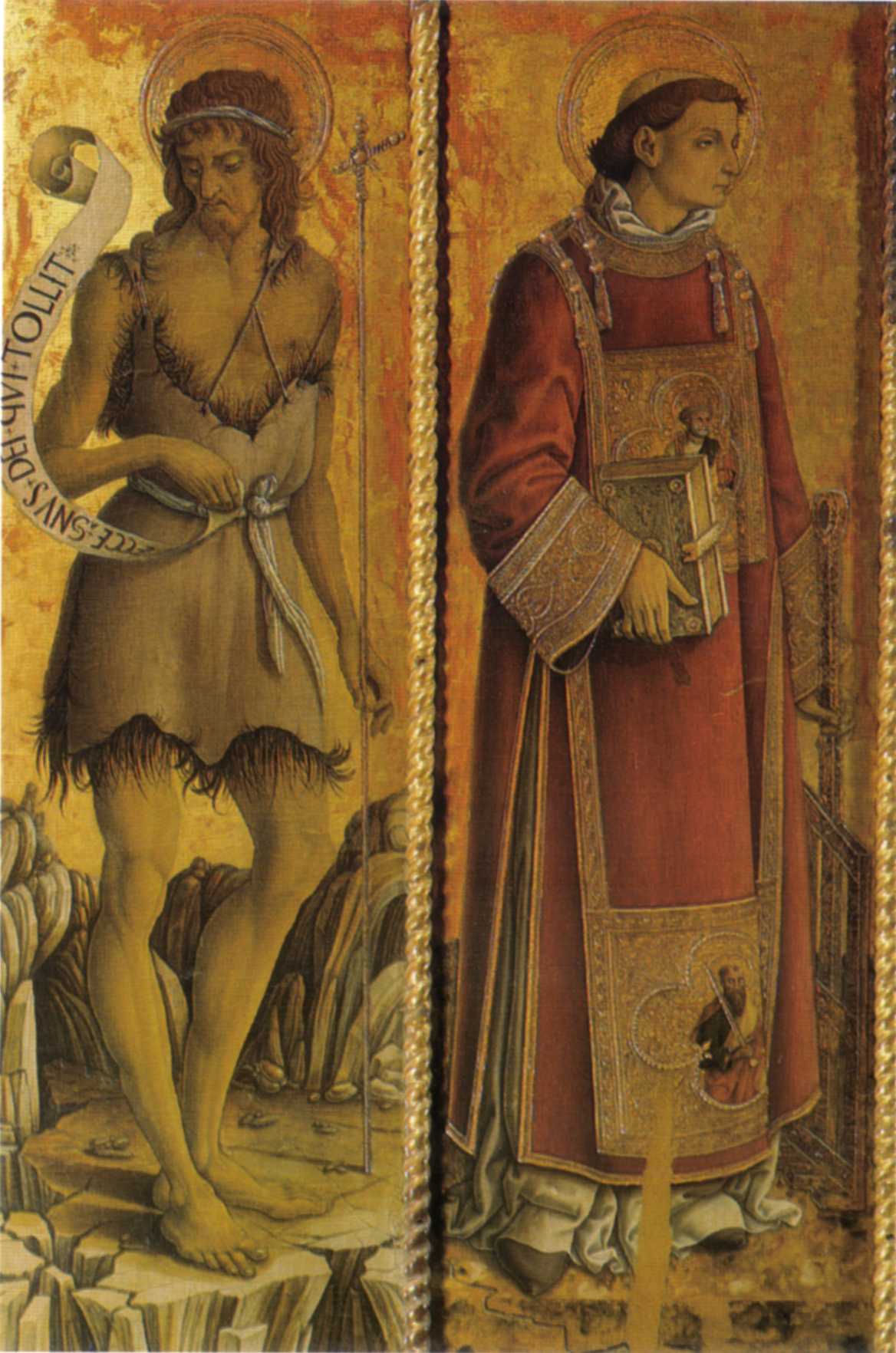
San Giovanni Battista e San Lorenzo
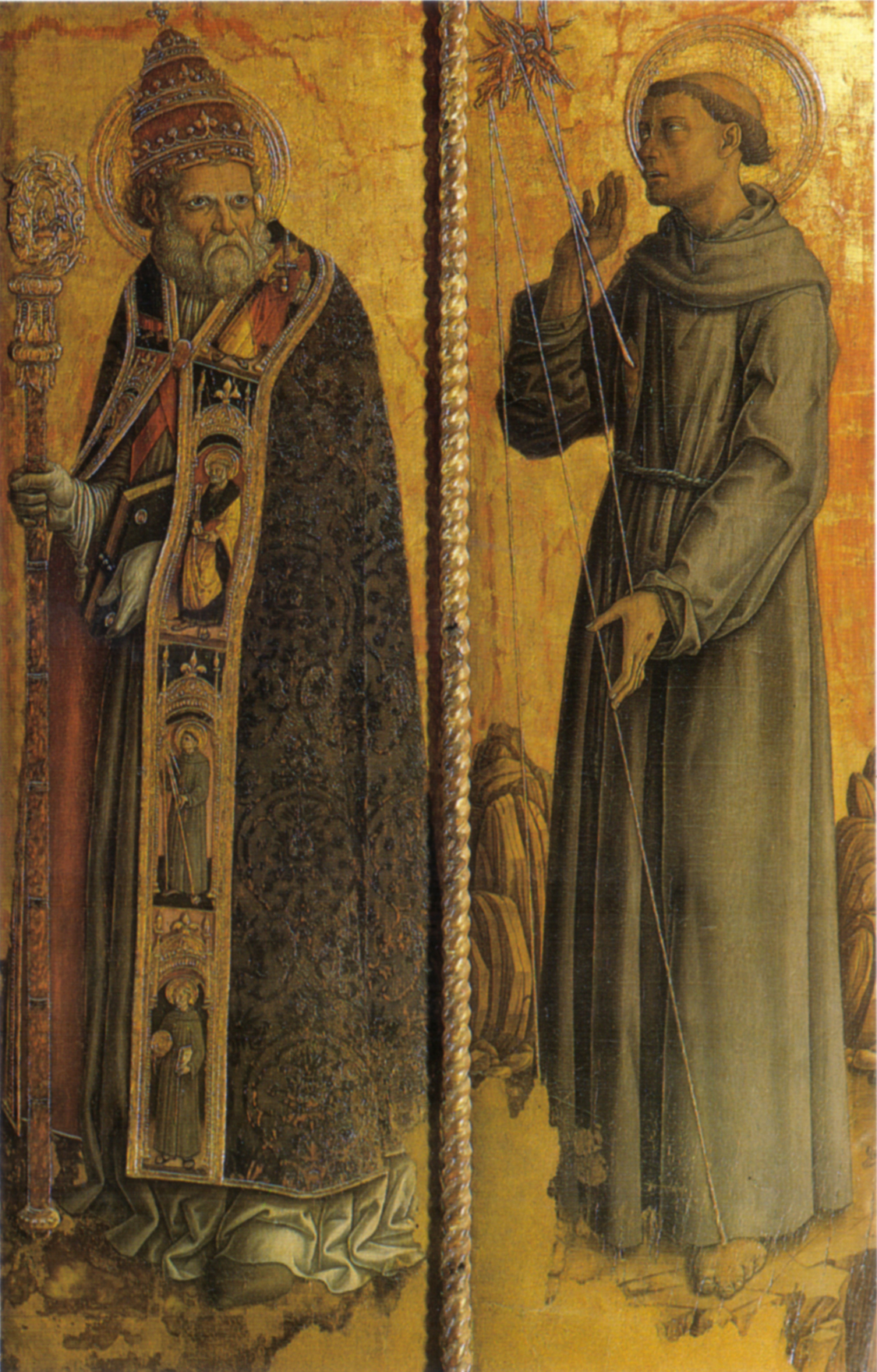
San Silvestro e San Francesco
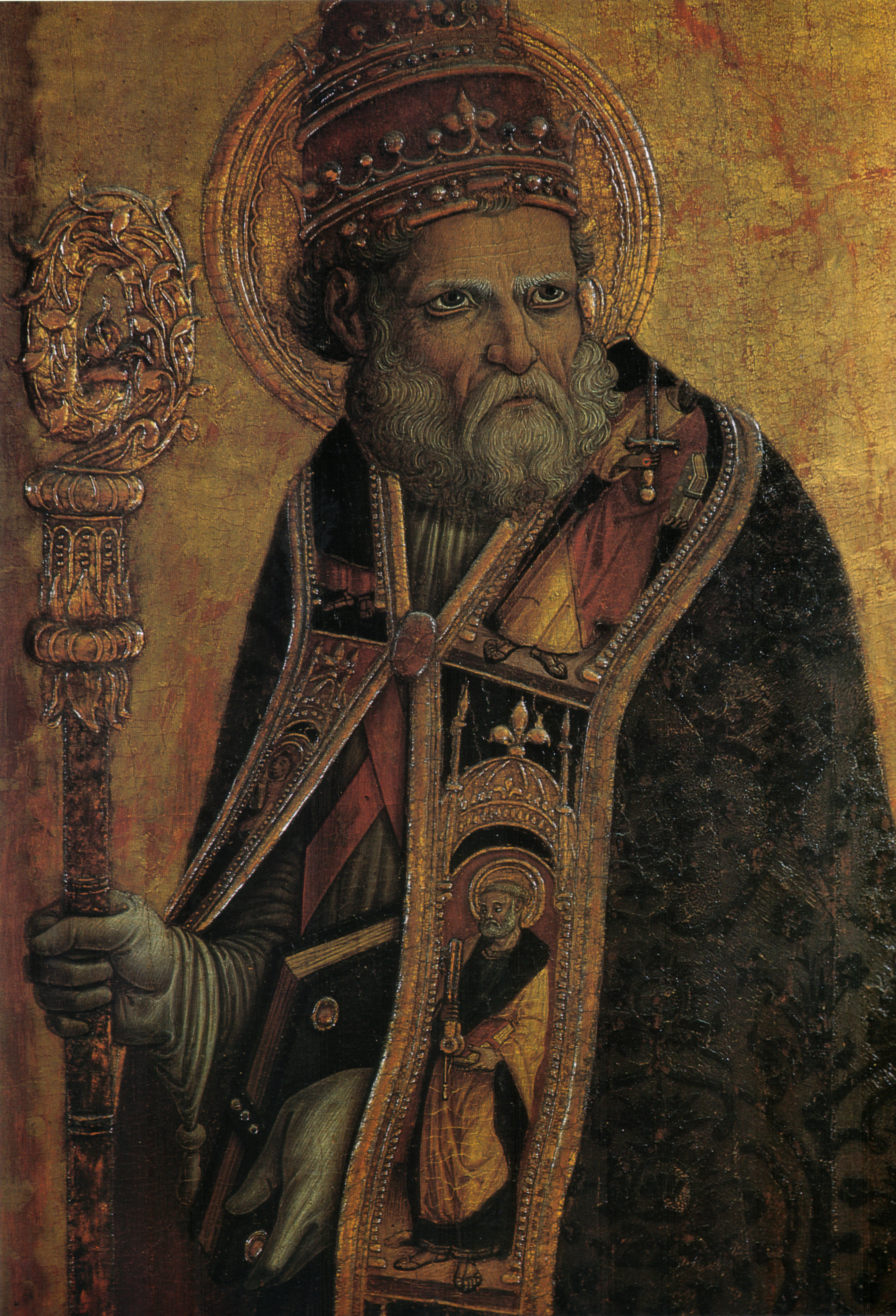
San Silvestro (dettaglio)

### Cuspidi

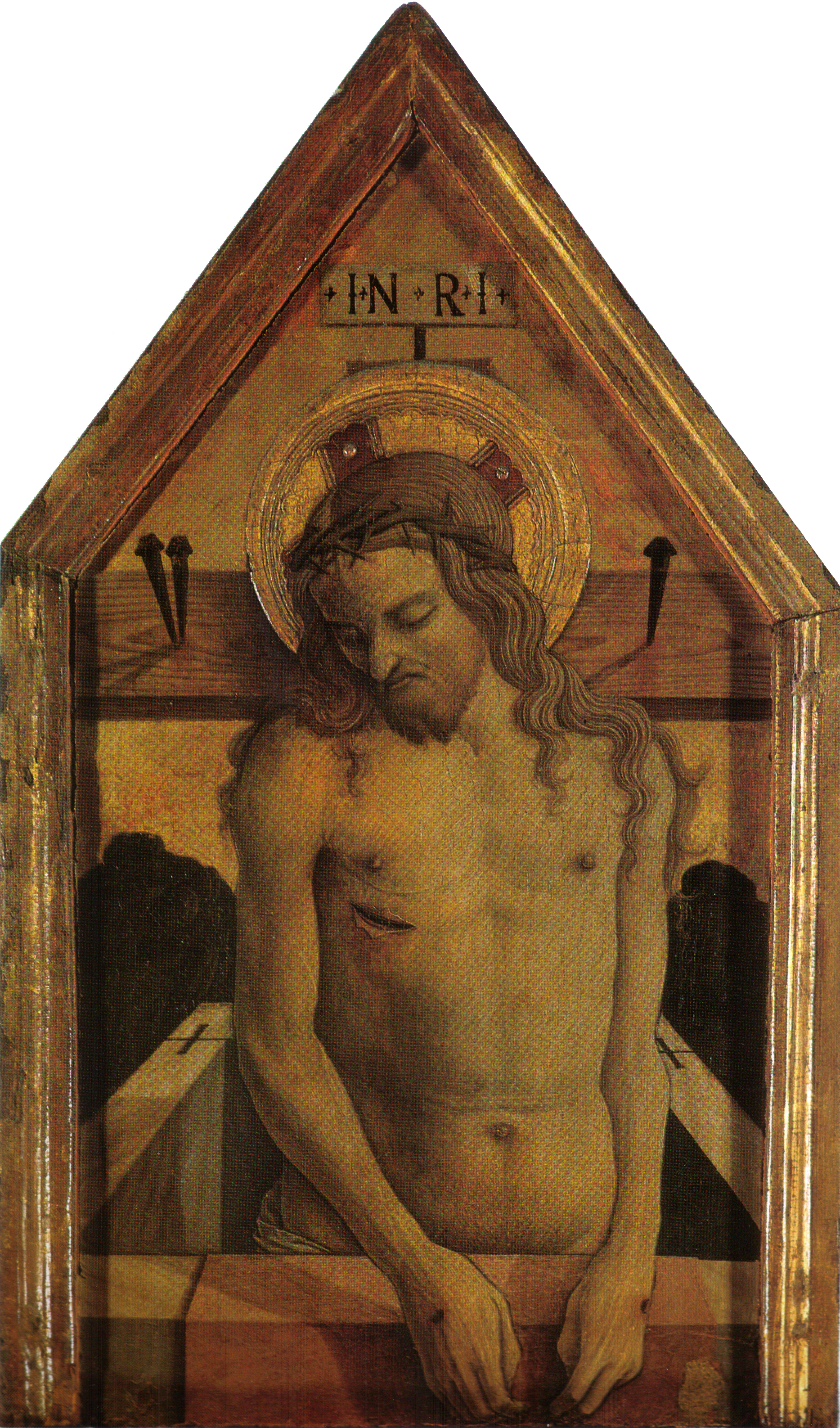
La Pietà

Perduta è la cornice lignea originale che doveva inglobare in maniera più elegante le cuspidi.
Anche queste tre scene sono unite spazialmente, ma solo i pannelli laterali dell'Annunciazione, che presentano un medesimo sfondo con una parete merlata. A destra l'angelo plana delicatamente con le ali e le corde svolazzanti della veste e pastiglia in rilievo; a sinistra Maria, seduta davanti al leggio, riceve la visita della colomba dello Spirito Santo ed accetta il suo destino congiungendo umilmente le mani, mentre a sinistra si ha un delicato scorcio della sua camera da letto, intonsa come si confà a un vergine. Queste due piccole scene rappresentano un vero e proprio esercizio di prospettiva, con la griglia rappresentata nei blocchi del pavimento e nell'andamento dei giunti tra le pareti ammattonate. Lo stesso leggio della Vergine è violentemente scorciarto. Il tipo della Madonna risente dell'influenza di Bartolomeo Vivarini, già conosciuto dall'artista a Venezia e in quegli anni pure attivo nelle Marche.
La Pietà ha come sfondo uno scarno paesaggio roccioso. Il corpo di Cristo vi si leva al tempo stesso eroico, nella sua forte fisicità plastica, e dolente per le sofferenze del martirio, ricordato, oltre che dalla smorfia, anche dalla croce che compare alle sue spalle con i tre chiodi conficcati nel legno. Belli sono lo scorcio del sarcofago in prospettiva e l'attenzione alla resa luminosa, come dimostra l'ombra che Gesù proietta sul bordo sinistro, oppure quella dei chiodi.

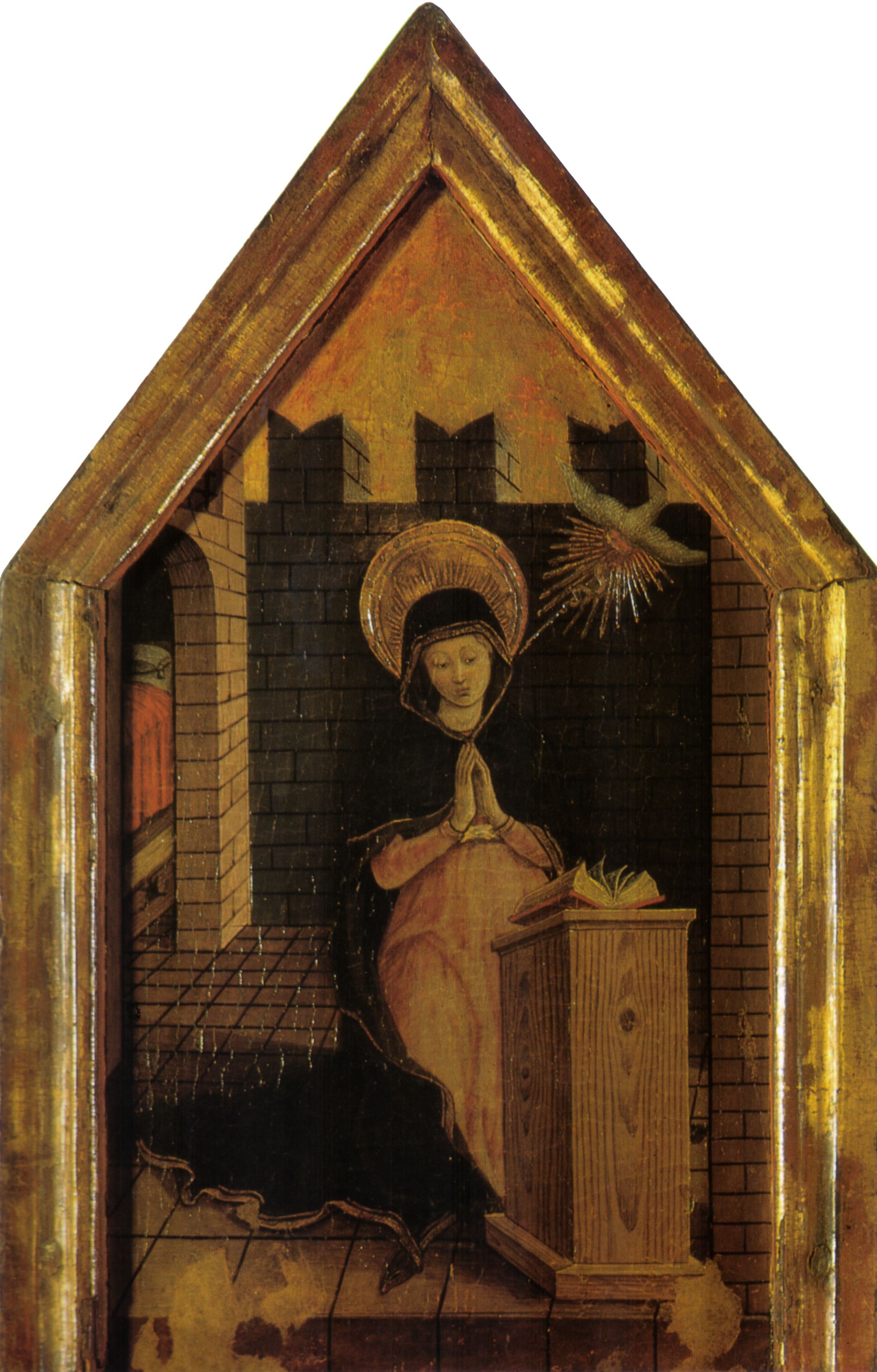
Vergine annunciata
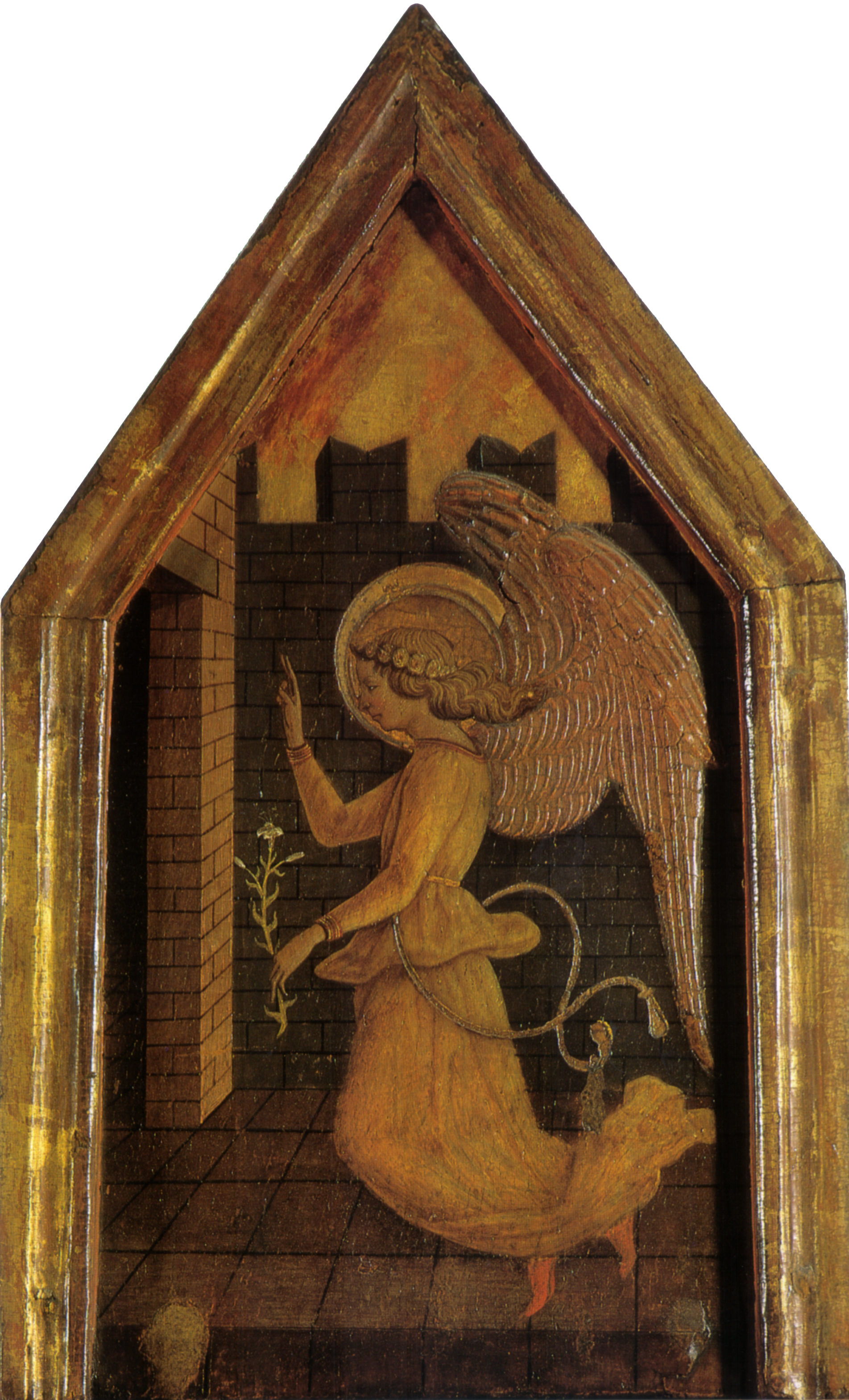
Angelo annunciante

### La predella

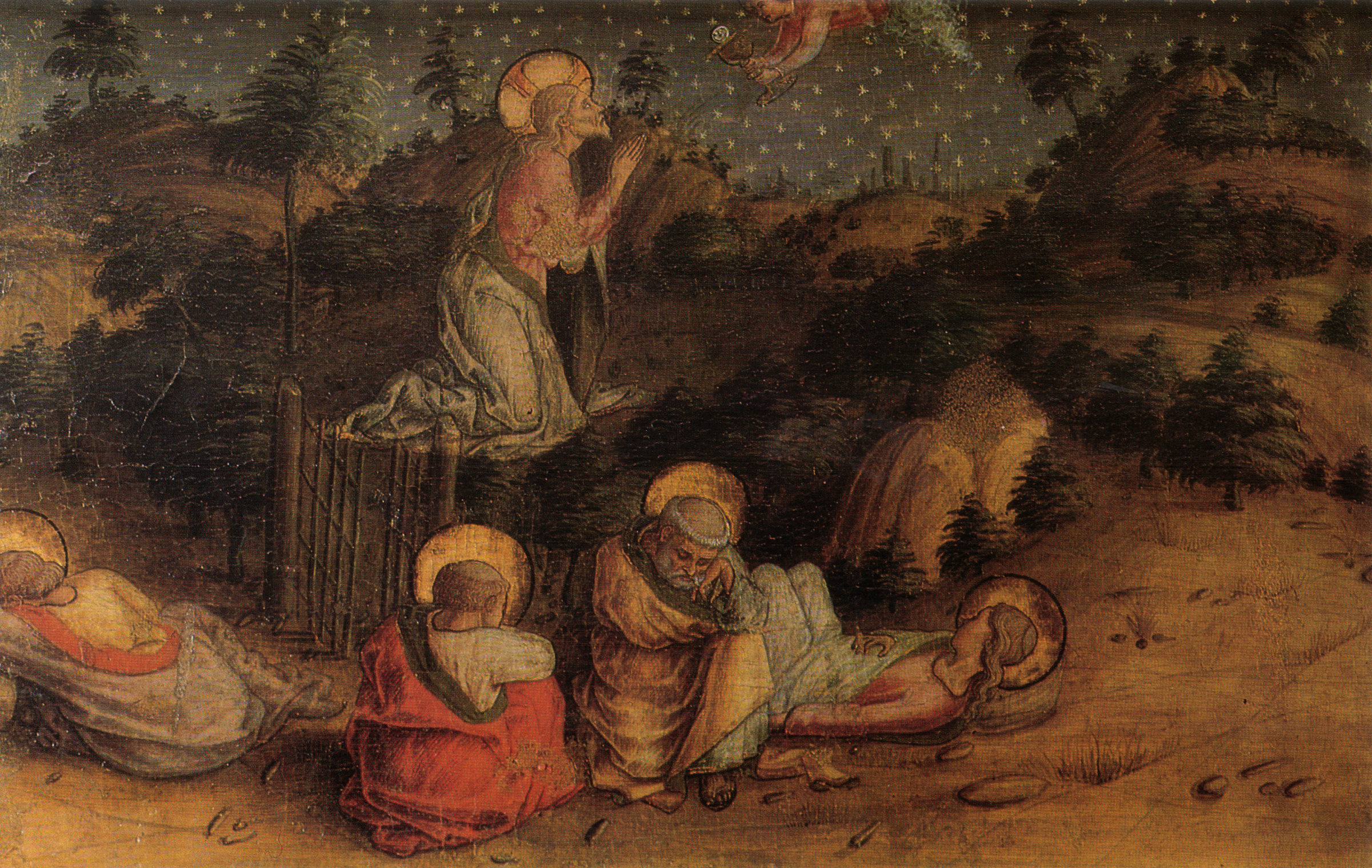
Orazione nell'orto

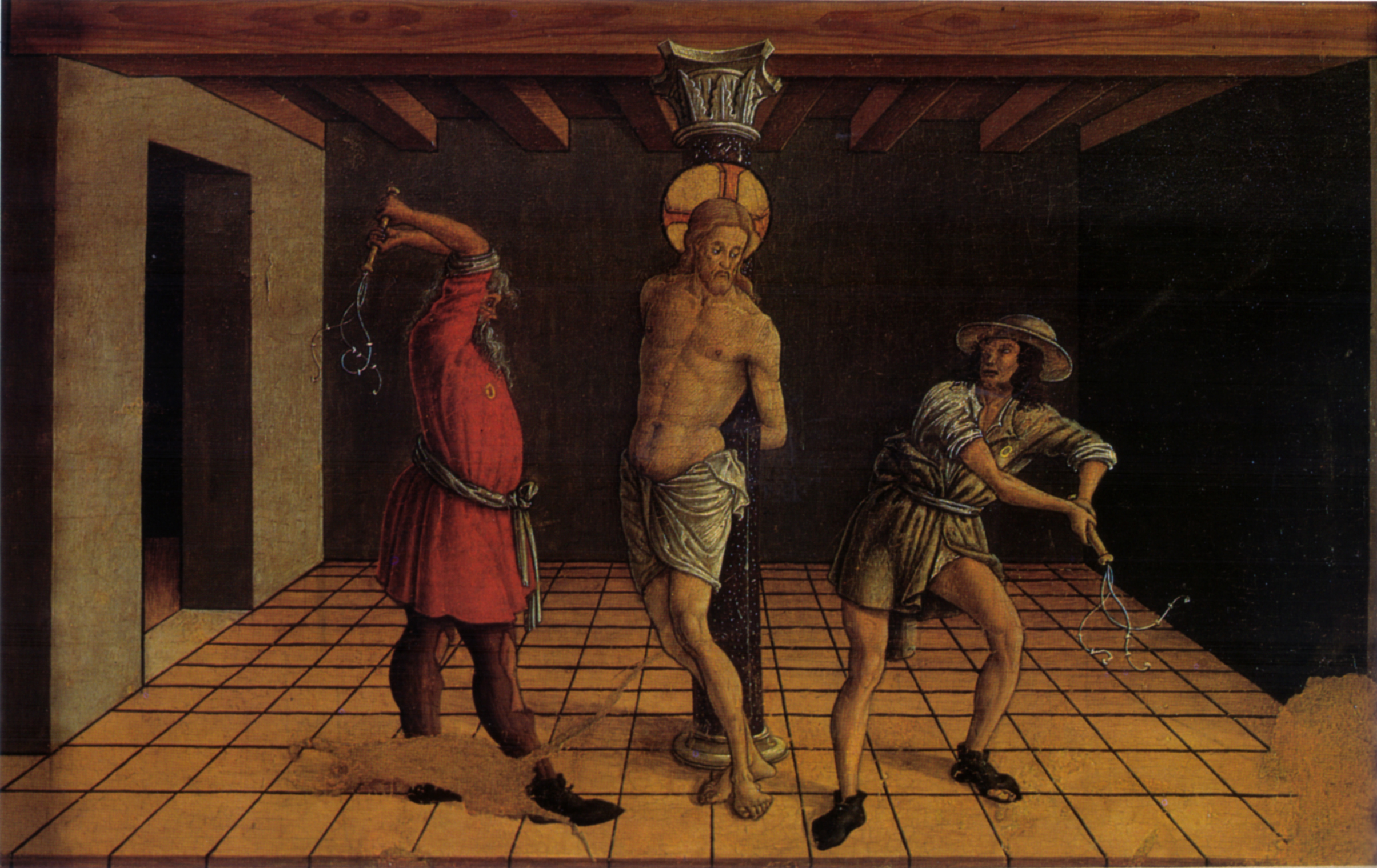
Flagellazione

In basso la predella mostra delle scene narrative, rare nella produzione dell'artista. Evidente è l'ispirazione dalla Pala di San Zeno di Mantegna per le scene (esclusa la Flagellazione), tentando di rendere ancora maggiormente la drammaticità degli eventi, come si vede bene nella Crocifissione dove l'anziana Maria è trasfigurata da una smorfia di dolore. Il soldato disteso in scorcio nella Resurrezione è un'eplicita citazione del Trasporto di san Cristoforo affrescato nella Cappella Ovetari a Padova. La Flagellazione invece si richiamerebbe alle soluzioni prospettiche di Paolo Uccello che in quell'anno lavorava a Urbino, in particolare alle scene della Predella dell'ostia profanata.
Dall'esame dei due sarcofagi rappresentati nel polittico, quello della Pietà è grigio, senza tracce di sangue che sono presenti in quello della Resurrezione: si è voluto spiegare tale trattamento come un appoggio, dato dai francescani del locale convento di Massa Fermana e dal committente, alle tesi teologiche, disputate in quegli stessi anni contro l'opinione domenicana, dal francescano Giacomo della Marca, poi santificato, secondo le quali il sangue di Cristo avrebbe perduto la propria divinità durante la Passione per riacquisirla nella Resurrezione.

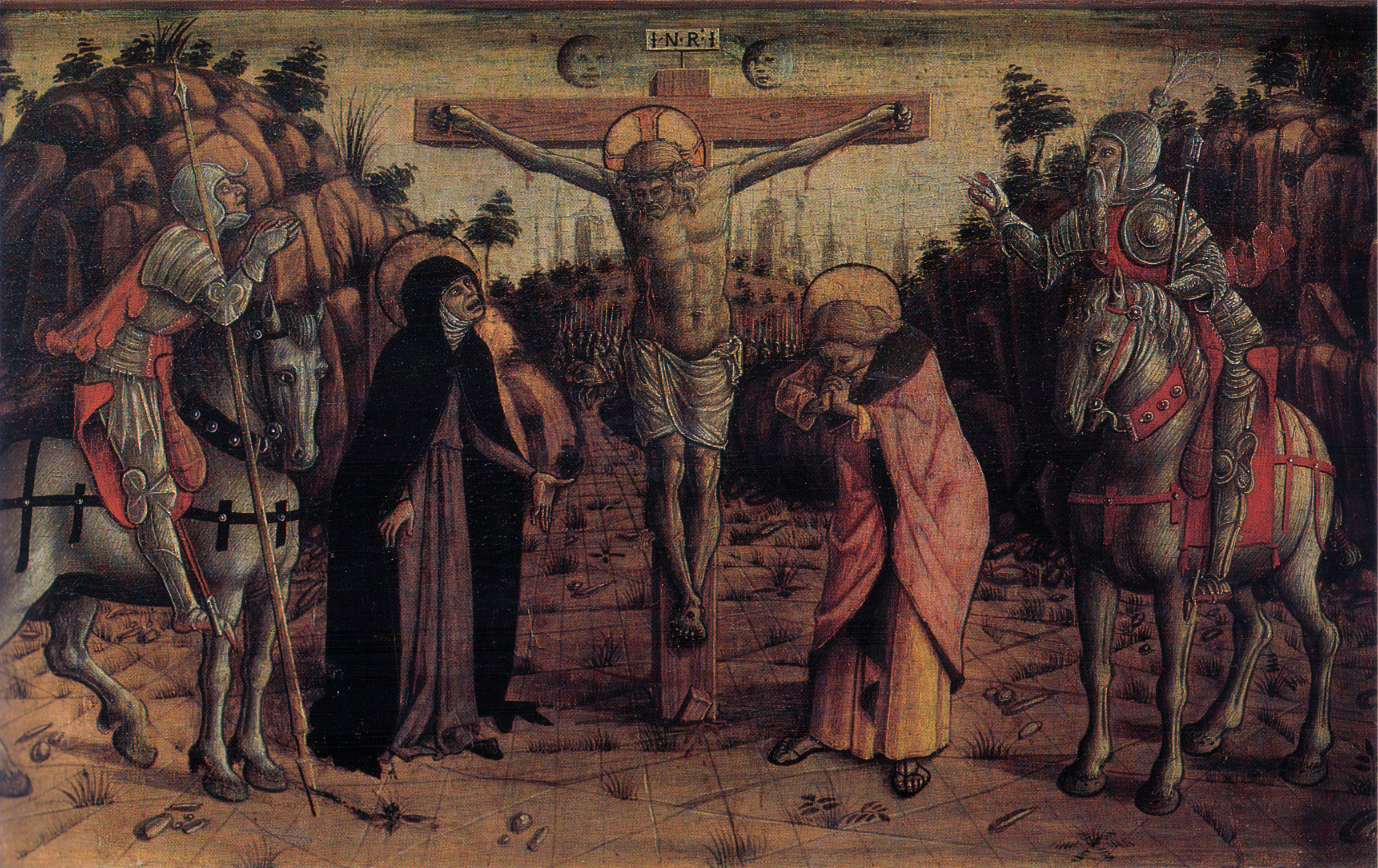
Crocifissione
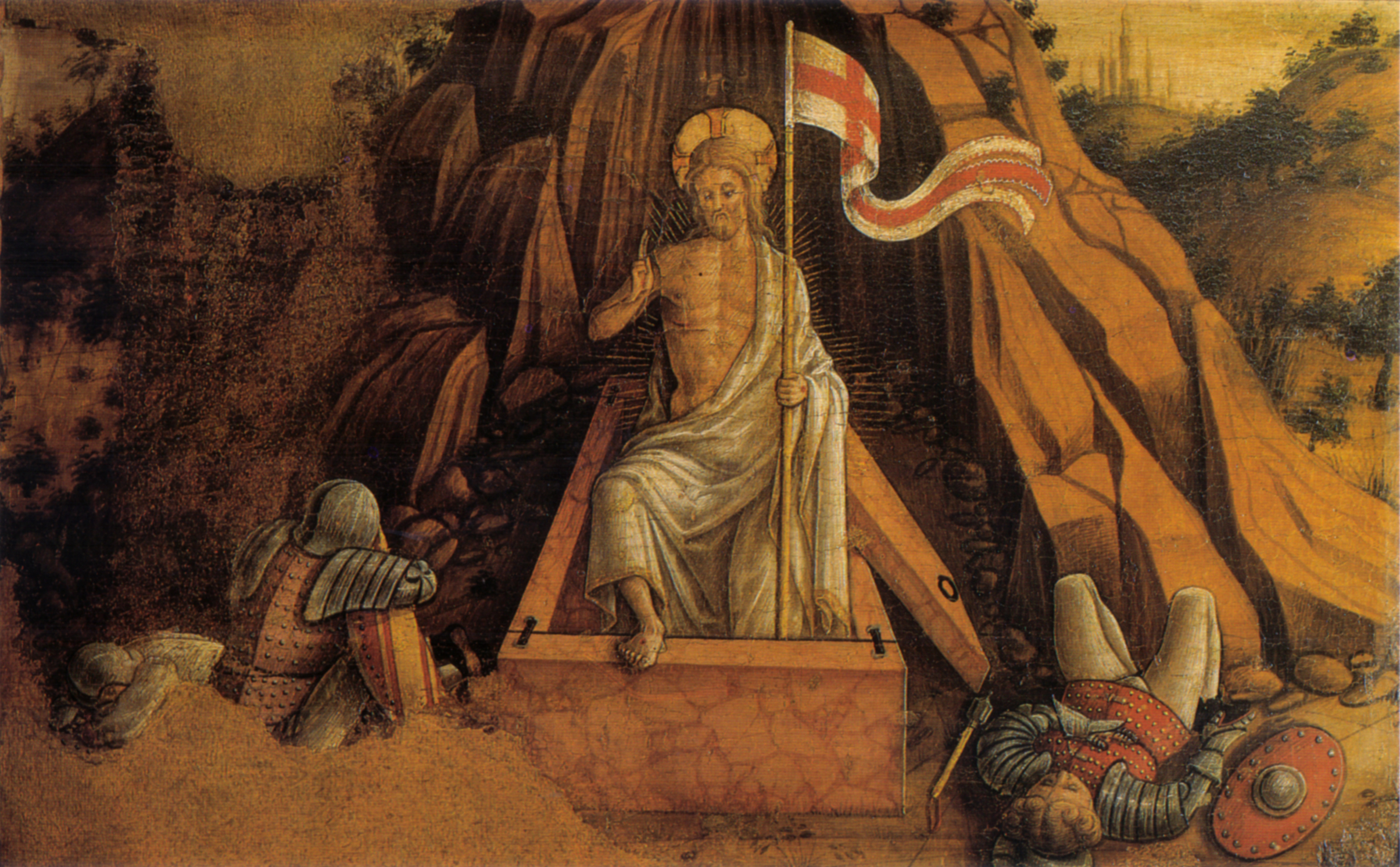
Resurrezione